# Manje važni članovi Reda feniksa
Ovo je članak o manje važnim članovima Reda feniksa iz knjiga o Harryju Potteru. Red je društvo koje je osnovao Albus Dumbledore za borbu protiv Lorda Voldemorta.

## Edgar Bones
Edgar Bones bio je član Reda feniksa tijekom 1970-ih kojega je, kao i njegovu ženu i djecu, ubio jedan smrtonoša. Hagrid smatrao je obitelj Bones jednom od najboljih čarobnjačkih obitelji svih vremena, a Alastor Moody za E. Bonesa rekao je da je "bio veliki čarobnjak". Edgar Bones brat je Amelie Bones. Njegova nećakinja, Susan Bones, članica je doma Hufflepuff s Harryjeve godine.

## Dedalus Diggle
Dedalus Diggle čarobnjak je i član Reda feniksa te dio straže koja je pomogla Harryju da pobjegne iz kuće Dursleyjevih. Harry se sjeća i da mu se Diggle jednom poklonio ispred jednog dućana. U prvoj knjizi, kad se prisjeća tog događaja, sjeća se da je teta Petunia bila prestrašena. Harry je upoznao Digglea u Šupljem kotliću u Harryju Potteru i Kamenu mudraca. Minerva McGonagall rekla je za Digglea da "nikad nije bio osobito pametan", nakon što je ovaj, zanesen proslavom, ispalio mnoštvo zvjezdica iznad Kenta kad je Voldemort izgubio svoju moć.

## Elphias Doge
Elphias Doge bio je član družine, odnosno straže, koja je pomogla Harryju da pobjegne iz kuće Dursleyjevih i dođe u sjedište Reda na Grimmauldovu trgu.

## Benjy Fenwick
Benjy Fenwick bio je član Reda feniksa tijekom Prvog rata protiv Voldemorta. Moody je rekao Harryju da je jedan smrtonoša "raznio" Fenwicka.

## Hestia Jones
Hestia Jones vještica je rumenih obraza i crne kose koja je bila dio straže koja je pomogla Harryju da pobjegne od Dursleyjevih. Ona je nova članica reda feniksa. Jutro nakon što je Harry došao u sjedište Reda, Hestia je pazila na Odjel tajni nakon noćne smjene Kingsleya Shacklebolta. Podupirala je Dumbledorea i vjerovala mu je kad je rekao da je Voldemort vratio svoju moć. 

## Frank i Alice Longbottom
Frank i Alice Longbottom roditelji su Nevillea Longbottoma, učenika iz doma Gryffindora s Harryjeve godine u Hogwartsu. Zajedno s Alastorom Moodyjem zapamćeni su kao najbolji aurori koje je Ministarstvo magije ikad imalo.
Njihov je uspjeh, na žalost, završio u drugom planu kad je Franka i Alice mučila grupa smrtonoša, među kojima su bili Barty Crouch ml., Bellatrix Lestrange te Rodolphus i Rabastan Lestrange, sve dok nisu poludjeli. Frank i Alice završili su u Bolnici Sv. Munga, a za Nevillea je od tada skrbila njegova baka. Red pamti njihovo mučenje kao jedan od najgorih zločina koje su počinili Voldemortovi sljedbenici zato što je bol izazvana kletvom Cruciatus pretvorila dva najveća uma koje je Red imao u ništa više od njihovih sjena.
Neville i njegova baka posjećuju Franka i Alice tijekom blagdana. Nevilleovi roditelji ne prepoznaju Nevillea kao svog sina već samo kao nekoga tko im je drag. U Harryju Potteru i Redu feniksa, Alice je Nevilleu dala omot žvakaće gume koji je Neville spremio u džep iako mu je baka rekla da ga baci. 
Neville je u Hogwartsu koristio Frankov štapić sve dok ga smrtonoša Antonin Dolohov nije slomio u Harryju Potteru i Redu feniksa tijekom bitke u Odjelu tajni.

## Marlene McKinnon
Marlene McKinnon prvi je put spomenuta u kontekstu fotografije na kojoj su bili članovi originalnog Reda feniksa. Nju i cijelu njezinu obitelj ubili su smrtonoše (među kojima je bio i Travers) dva tjedna nakon što se fotografirala s članovima Reda. Hagrid ju je smatrao jednom od najboljih vještica njezina doba.

## Dorcas Meadowes
Dorcas Meadowes prvi je put spomenuta u kontekstu fotografije na kojoj su bili članovi originalnog Reda feniksa. Ubio ju je sam Lord Voldemort, što pokazuje koliko je ona bila važna za borbu protiv njega.

## Sturgis Podmore
Sturgis Podmore (* o. 1957.) član je Reda feniksa. Njegovi poslovi vezani uz Red nisu poznati, a zna se samo da je jedan od tek nekolicine članova Reda koji nisu poginuli ili izgubili razum tijekom ratovanja s Voldmeortom i njegovim sljedbenicima. U obnovljenom je Redu njegov zadatak bio da u Ministarstvu magije čuva Proročanstvo. Smrtonoše su tada na njega bacili kletvu Imperius pa je bio prisiljen provaliti u Odjel tajni. Uhvatio ga je čuvar iz Ministarstva magije i proveo je šest mjeseci u Azkabanu.

## Emmeline Vance
Emmeline Vance vještica je koja je bila dio straže koja je Harryju pomogla da pobjegne od Dursleyjevih. Tijekom ljeta 1996. zarobili su je i ubili smrtonoše koji su se koristili informacijama Severusa Snapea. 